# Chen Man
Chen Man en chino simplificado: 陈漫; en chino tradicional: 陳漫; (Pekín, 1980) es una artista visual china. Su medio incluye fotografía, diseño gráfico, cinematografía, y arte digital. 

## Biografía
Nació en Beijing en 1980, Chen creció después de la Revolución Cultural y formó parte de la generación de la política china de un solo descendiente. Chen se formó en la Academia Central de Bellas artes y se graduó en 2005, en sus estudios de diseño gráfico.
A la edad de 23 años, publicó una fotografía propia estilizada, utilizada como cubierta en la revista de arte china, VISIÓN, consiguiendo por primera vez un reconocimiento, en esta época como estudiante. Su estilo temprano incluye uso extenso de herramientas digitales como Photoshop y 3D Max para crear una experiencia visual extravagante.
Chen es también conocida por sus retratos de pop hiperrealistas, como su trabajo "Cualquier tiempo" de 2012. La serie presenta un modelo sin firma y adolescentes Tibetanos, en el Instituto Tibetano (etnia), una universidad étnica. Chen quiso capturar de "50 a 60 grupos étnicos" que representan la belleza en China en sus 12 series de fotografías para i-D. La propuesta fue reconocida tanto por su  creatividad como por su madurez, pensando en su edad cuando lo llevó a cabo.
Chen tiene reconocida maestría en la utilización de cámaras y ordenadores, pero también se le reconoce la mezcla que realiza de su estética moderna con la cultura china tradicional en su trabajo. Esto permite a las personas que ven el trabajo de Chen, entender la evolución de la estética de China y la redefinición de la belleza en China.
Chen encuentra en China dos maneras de definir la belleza y encuentra ambos lados de la moneda bellos. Cree en la belleza genuina, "qué siente real si es una emoción, una imagen, una persona o una obra de arte" y en la belleza tecnológica, como la belleza que encuentra en teléfonos y ordenadores. Con la tendencia para mirar en el extranjero para inspirarse, Chen promueve con su trabajo, que las personas reflexionen sobre la belleza y miren con otros ojos otras estéticas no habituales, que tal vez les sirva "China como inspiración".

## Trayectoria
Produce cubiertas para revistas de moda y colabora con marcas importantes en todo el mundo. Además de producir cubiertas para la revista VISION, Chen también hace trabajos de fotografía de moda para Vogue, Elle, el bazar de Harper, Marie Claire, i-D, Cosmopolitan, y Esquire. 
Chen frecuentemente realiza trabajos con el maquillador Toni Lee.
Tiene un estudio propio, Estudio 6, ubicado en Beijing. Chen está produciendo campañas publicitarias para marcas como L'Oréal, MAC, Dior, Canon, Suposición, Hublot, Carl F. Bucherer, Sharp, Heartbeats, Cadillac, Mercedes-Benz, Volkswagen, Motorola, Adidas, Puma, Converse, Uniqlo, Budweiser, Absolut Vodka, Shiseido, Maybelline etc.

## Vida personal
Chen está casada con el americano Raphael Ming Cooper, cofundador de Sociedad Monopatines. Tiene dos niños.

## Exposiciones seleccionadas
El trabajo de Chen ha sido expuesto entre otras, en:
- 2004: Fuera del Espacio de Ventana de Distracción, Tokio
- 2005: Moda y estilo en fotografía, Moscú
- 2006: Arte de medios de comunicación chino Ondulatorio, 1997–2004, Walker Art Gallery, Minneapolis
- 2007: Galerie Loft, París
- 2008: Galerie Maeght, París
- 2008: Diseño de China, Victoria y Museo de Albert, Londres
- 2010: Belleza Roja, Fabien Fryns Multa Arte, Los Ángeles[8]
- 2010: Unbearable Belleza, Ooi Botos Galería, Hong Kong[9]
- 2011: Hoy Museo de Arte, Beijing[10]
- 2012: Centro de Arte chino, Mánchester, Reino Unido[11][12]
- 2012: Glamuroso Futurist por Chen Exposición de Hombre, Galería de Arte del Diésel, Tokio
- 2013: Artista Proyecto Especial, Como Hotel, Bangkok
- 2013: Orgulloso de Dignidad 2012, Lady Dior Exhibition, París
- 2013: Galerie Steph+Cuatro Season Hotel Exhibition, Four Seasons Hotels and Resorts, Singapur
- 2014: Una Actitud Nueva: Chen Man, Provocative Interpretaciones de Exposición de Mujeres china Contemporánea, RedLine Art Center, Denver